# 友鶴事件

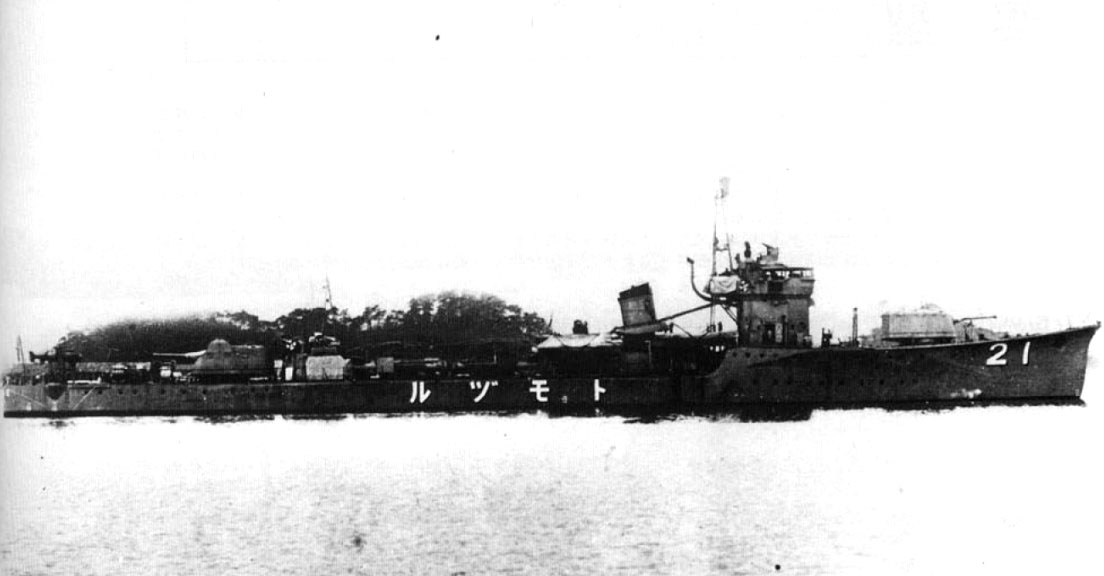
竣工時の水雷艇「友鶴」

友鶴事件（ともづるじけん）は、1934年（昭和9年）3月12日に行われた水雷戦隊の夜間演習中に佐世保港外で起きた大日本帝国海軍（日本海軍）の千鳥型水雷艇3番艦「友鶴」の転覆事故、及びその後の事故原因究明作業を通じて明らかになった艦艇の設計理念上の重大な不備のことである。翌年に発生した第四艦隊事件とともに日本海軍を震撼させ、その後の艦艇設計に大きな影響を及ぼした。

## 事件の概要
演習当日は折からの荒天で波浪が高かった。水雷艇には計算上は90度から110度程度の傾斜でも転覆しないような復原力を持たせる設計が施されていたにもかかわらず、午前4時12分頃、「友鶴」は40度程度の傾斜で転覆。その後捜索により発見された友鶴は随伴の佐世保警備戦隊旗艦「龍田」に曳航されて翌3月13日に佐世保海軍工廠の乾ドックに入渠、排水したところ、艇内の生存者13名が救出された。結果として総員113名中死者行方不明100名を出す大惨事となった。
この事故に衝撃を受けた海軍が徹底した原因究明を行ったところ、艦船の艤装と復原性に関しての問題点が浮上し、再検討が加えられることになった。
また同艦を設計した艦政本部の藤本喜久雄造船少将は、この事故の責任を取る形で謹慎処分となり、翌年満46歳 (享年47) で脳溢血により急死した。
長崎県佐世保市の旧海軍墓地東公園に、この事故で殉職した士卒の慰霊碑がある。

## 事件の背景
日本海軍は1930年（昭和5年）に締結されたロンドン海軍軍縮条約により、主力艦（戦艦、航空母艦）だけでなく巡洋艦や駆逐艦といった補助艦艇の建造にも制限を受けることとなった。そこで補助艦艇の制約を補うため、条約の制限外だった基準排水量600トン以下の船体に駆逐艦以上の重武装を施した、小型駆逐艦ともいうべき水雷艇を建造することになった。これが、「友鶴」の属する千鳥型水雷艇である。

## 事故の原因と対策
米内光政司令長官の命により、徹底的な調査と原因究明がなされた。その結果、『仕様上は』充分な復原力（条件により、浮力が傾斜を戻そうとする力が生ずる）を保持していた友鶴は、『実際には』過重な兵装と未熟な工作技術による重心上昇（トップヘビー）と復原性不足を負っており、それが事件の原因とされた。さらに背景として、設計側は用兵側の（物理法則を無視した）要求に追従し、根本的欠陥を抱えた艦船を多数送り出してしまっている状況が指摘された。
この事件をきっかけに、大型艦60度、中型艦90度、小型艦90 - 110度以上の復原性を持つことが要求され、吹雪型・初春型で復原性・重心対策改修が実施された。友鶴もこの改修を受け、翌1935年（昭和10年）5月に再就役し1945年（昭和20年）に戦没するまで活動した。
ただし近年の研究では、「追波（おいなみ）」に対して保持すべき進路を誤った艇長の操艦ミスや、当時の復原性理論自体の限界、つまり当時主体だった『静的』復原性理論に対する、風圧や旋回遠心力傾斜を含めた『動的』復原性解析の未発達も指摘されている。これは、追波下での急旋回では旋回の遠心力に加えて縦揺れ（ピッチング）が横揺れ（ローリング）に転化した傾斜モーメントに、追風の風圧も重なって船を旋回円の外側に向けて傾斜させる大きな外力を受ける可能性を示唆され、『静的』復原性を上回る傾斜モーメントが働き、転覆に至ったと見られている。この重心上昇に対し現代の艦船は、船体の幅広化（平底船や双胴船を除く）、ジャイロ（小型船舶）やフィンスタビライザーなどの対策を講じている。

## 事件を題材とした作品
- 『顛覆』（「空白の戦記」収録）吉村昭著
- 『アルキメデスの大戦』三田紀房著 - 船名が「峰鶴」に変更された上で描かれている。